# Comuna Krîmske, Sakî
Krîmske (în ucraineană Кримське) este o comună în raionul Sakî, Republica Autonomă Crimeea, Ucraina, formată din satele Ihorivka, Krîmske (reședința), Stepove și Valentînove.

## Demografie
Componența lingvistică a comunei Krîmske
     Rusă (77,11%)
     Ucraineană (14,49%)
     Tătară crimeeană (6,66%)
     Alte limbi (0,75%)
Conform recensământului din 2001, majoritatea populației comunei Krîmske era vorbitoare de rusă (77,11%), existând în minoritate și vorbitori de ucraineană (14,49%) și tătară crimeeană (6,66%).